# Gare de Bressoux
La gare de Bressoux est une halte ferroviaire belge de la ligne 40, de Liège à Visé (frontière), située à Bressoux section de la ville de Liège en province de Liège.
Elle est mise en service en 1861 par la Compagnie du chemin de fer de Liège à Maastricht. C’est un point d’arrêt non géré de la Société nationale des chemins de fer belges (SNCB), desservi par des trains Suburbains (S).

## Situation ferroviaire
Établie au point kilométrique (PK) 4,90 de la ligne 40, de Y Val-Benoît à Visé (frontière), la gare de Bressoux se situe entre les gares ouvertes d'Angleur et de Visé. Plusieurs gares disparues depuis s'intercalaient auparavant de part et d'autre.

## Histoire

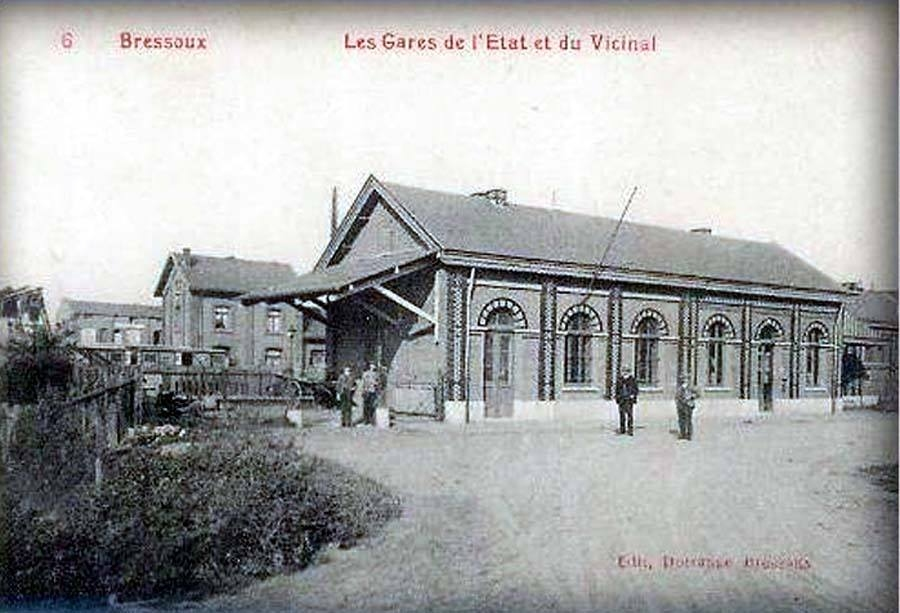
La première gare de chemin de fer de Bressoux, ainsi que celle du vicinal en arrière-plan.

La gare de Bressoux est mise en service en tant que halte nommée Trou Louette le 24 novembre 1861 par la Compagnie du chemin de fer de Liège à Maastricht qui inaugure le même jour la ligne de Liège-Longdoz à Maastricht (actuelle ligne 40).
Aux alentours de 1900, les Chemins de fer de l'État belge, qui ont repris la compagnie en 1899, édifièrent à Bressoux un bâtiment de gare sans étage d’un seul volume de six travées. Son aspect était proche de celui des gares de plan type 1895 mais sans étage ; d'après les photos, en noir et blanc, des briques de plusieurs couleurs décoraient la façade.
Vers 1930, la SNCB, successeur des Chemins de fer de l’État belge en 1926, construisit un nouveau bâtiment, plus grand. Il s’agissait d’une grand bâtisse en bois à colombages composé de deux grandes ailes basses et d’un corps de logis à étages.
Vers 1974, un grand bâtiment coiffé d’un toit plat débordant remplace l’ancien bâtiment. Il était revêtu de carreaux de céramique gris et possédait de larges baies vitrées. À l’abandon depuis plusieurs années, ce dernier bâtiment fut rasé en 2014, une aire de parcage a pris place sur l’emplacement de ce bâtiment.
Seul un petit bâtiment technique et les kiosques d'accès au tunnel sous voies sont encore présents.
Les trains auto-couchettes partaient de Bressoux[Depuis quand ?] ; un terminal d’embarquement et des rampes de chargement pour les automobiles se trouvaient en gare de Bressoux. Après la fin de ce service dans les années 2000, les bâtiments et infrastructures furent démolis.

## Service des voyageurs

### Accueil
Halte SNCB, c’est un point d’arrêt non géré (PANG) à accès libre.
Un souterrain permet d’accéder à l’unique quai central.

### Desserte
Bressoux est desservie par des trains Suburbains (S) de la SNCB qui circulent sur la ligne commerciale 40 : Liège - Maastricht.
Tous les jours, la gare est desservie par des trains S43 de Liège-Guillemins à Maastricht au rythme d'un par heure. Les jours ouvrables s'ajoute une relation S44 de Waremme à Visé, cadencée à l'heure.

### Intermodalité
Un petit parc pour les vélos et deux parkings pour les véhicules y sont aménagés.

## Comptage voyageurs
Le graphique et le tableau montrent le nombre de passagers qui en moyenne embarquent durant la semaine, le samedi et le dimanche.
| Nombre de voyageurs qui embarquent à la gare de Bressoux | Nombre de voyageurs qui embarquent à la gare de Bressoux | Nombre de voyageurs qui embarquent à la gare de Bressoux | Nombre de voyageurs qui embarquent à la gare de Bressoux |
|                                                          | Semaine                                                  | Samedi                                                   | Dimanche                                                 |
| -------------------------------------------------------- | -------------------------------------------------------- | -------------------------------------------------------- | -------------------------------------------------------- |
| 1984                                                     | 83                                                       | 42                                                       | 26                                                       |
| 1985                                                     | 98                                                       | 42                                                       | 43                                                       |
| 1986                                                     | 78                                                       | 38                                                       | 26                                                       |
| 1987                                                     | 103                                                      | 44                                                       | 35                                                       |
| 1988                                                     | 126                                                      | 63                                                       | 55                                                       |
| 1989                                                     | 120                                                      | 47                                                       | 62                                                       |
| 1990                                                     | 95                                                       | 53                                                       | 40                                                       |
| 1991                                                     | 144                                                      | 78                                                       | 74                                                       |
| 1992                                                     | 152                                                      | 83                                                       | 70                                                       |
| 1993                                                     | 119                                                      | 69                                                       | 38                                                       |
| 1994                                                     | 144                                                      | 67                                                       | 125                                                      |
| 1995                                                     | 110                                                      | 78                                                       | 77                                                       |
| 1996                                                     | 139                                                      | 94                                                       | 179                                                      |
| 1997                                                     | 90                                                       | 54                                                       | 77                                                       |
| 1998                                                     | 134                                                      | 47                                                       | 58                                                       |
| 1999                                                     | 225                                                      | 161                                                      | 44                                                       |
| 2000                                                     | 166                                                      | 72                                                       | 76                                                       |
| 2001                                                     | 37                                                       | 24                                                       | 20                                                       |
| 2002                                                     | 45                                                       | 24                                                       | 23                                                       |
| 2003                                                     | 65                                                       | 22                                                       | 32                                                       |
| 2004                                                     | 41                                                       | 58                                                       | 26                                                       |
| 2005                                                     | 60                                                       | 22                                                       | 16                                                       |
| 2006                                                     | 62                                                       | 45                                                       | 32                                                       |
| 2007                                                     | 149                                                      | 46                                                       | 40                                                       |
| 2008                                                     | -                                                        | -                                                        | -                                                        |
| 2009                                                     | 286                                                      | 62                                                       | 31                                                       |
| 2010                                                     | -                                                        | -                                                        | -                                                        |
| 2011                                                     | -                                                        | -                                                        | -                                                        |
| 2012                                                     | 155                                                      | 35                                                       | 28                                                       |
| 2013                                                     | 135                                                      | 40                                                       | 33                                                       |
| 2014                                                     | 183                                                      | 23                                                       | 32                                                       |
| 2015                                                     | 175                                                      | 24                                                       | 27                                                       |
| 2016                                                     | 157                                                      | 22                                                       | 21                                                       |
| 2017                                                     | 160                                                      | 46                                                       | 23                                                       |
| 2018                                                     | 142                                                      | 32                                                       | 17                                                       |
| 2019                                                     | 145                                                      | 46                                                       | 29                                                       |
| 2020                                                     | 52                                                       | 29                                                       | 24                                                       |
| 2021                                                     | -                                                        | -                                                        | -                                                        |
| 2022                                                     | 93                                                       | 47                                                       | 80                                                       |
| 2023                                                     | 149                                                      | 40                                                       | 18                                                       |
| 2024                                                     | 116                                                      | 78                                                       | 47                                                       |

## Galerie de photographies

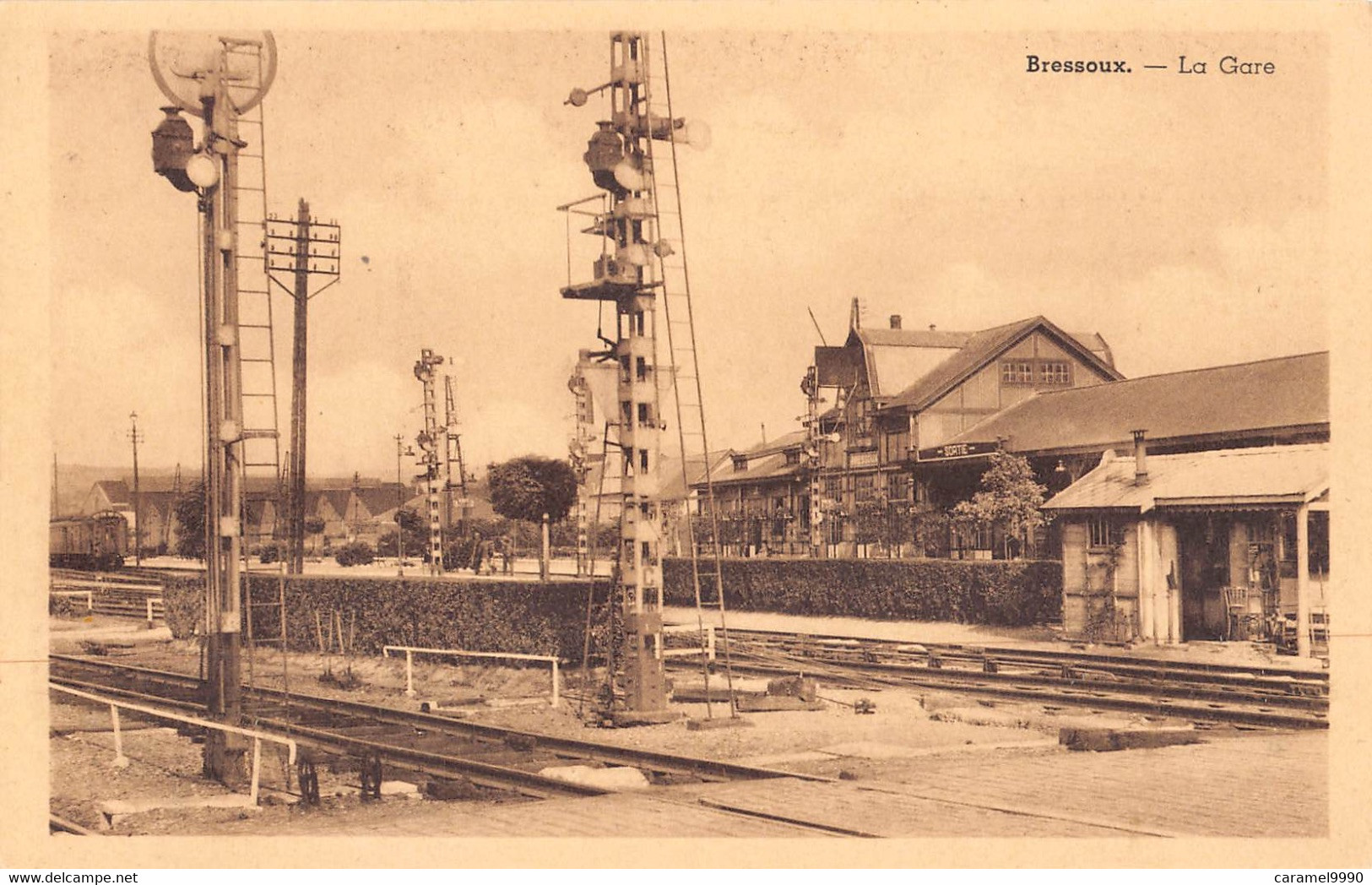
La seconde gare de Bressoux, construite vers 1930 et démolie vers 1974, vue des quais.
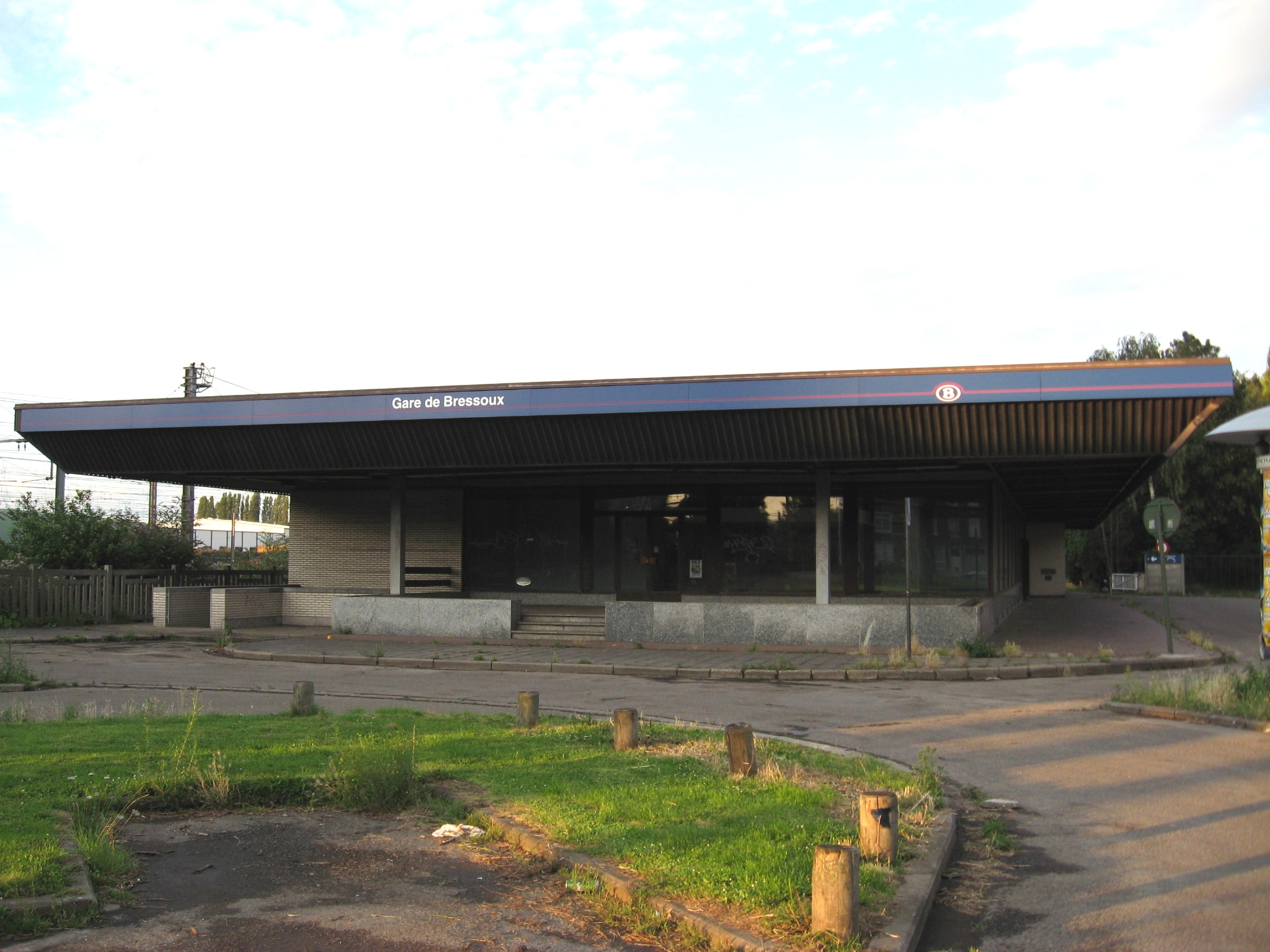
Bâtiment de la gare, démoli en 2014.
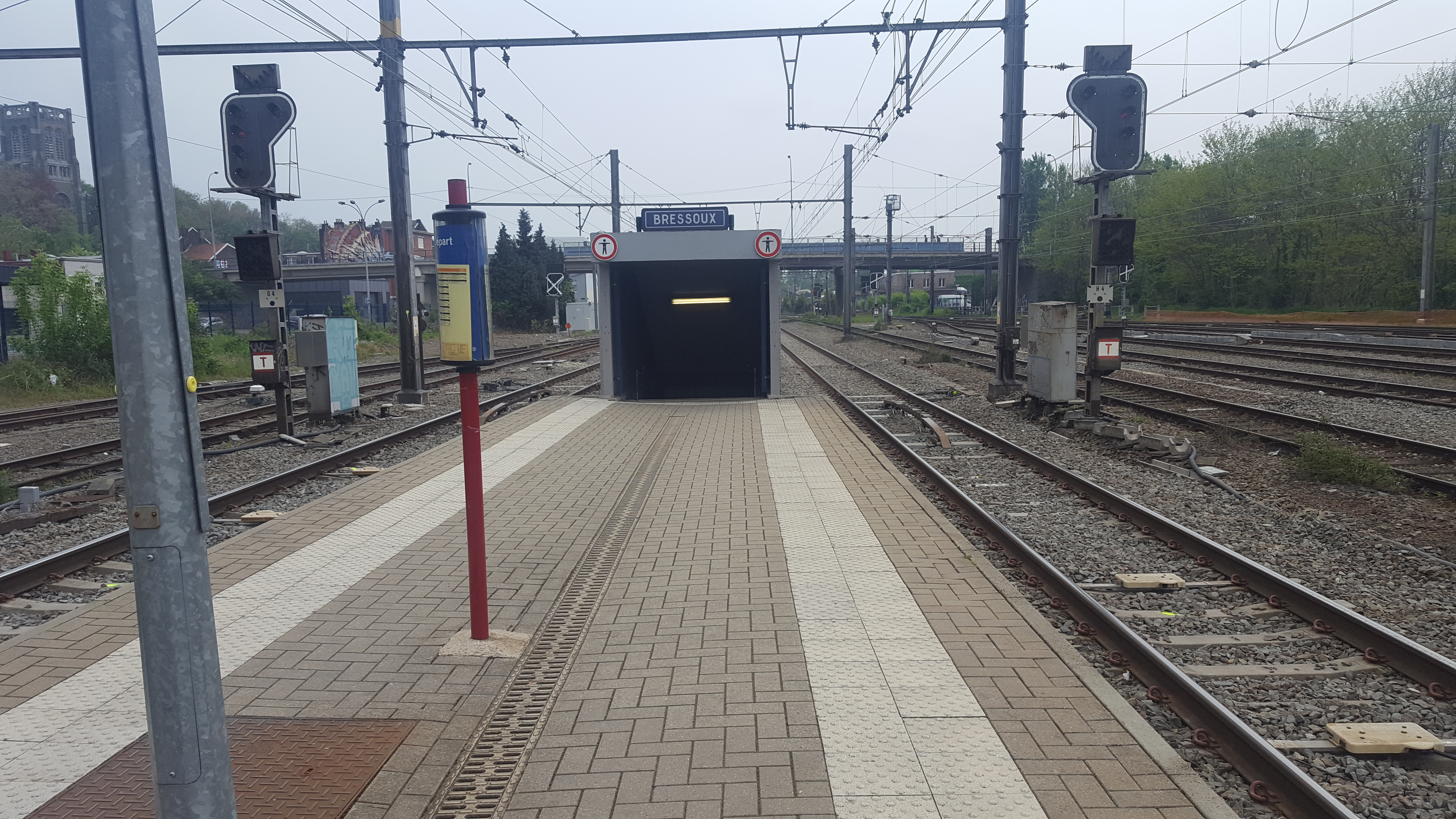
Tunnel du passage piétons.
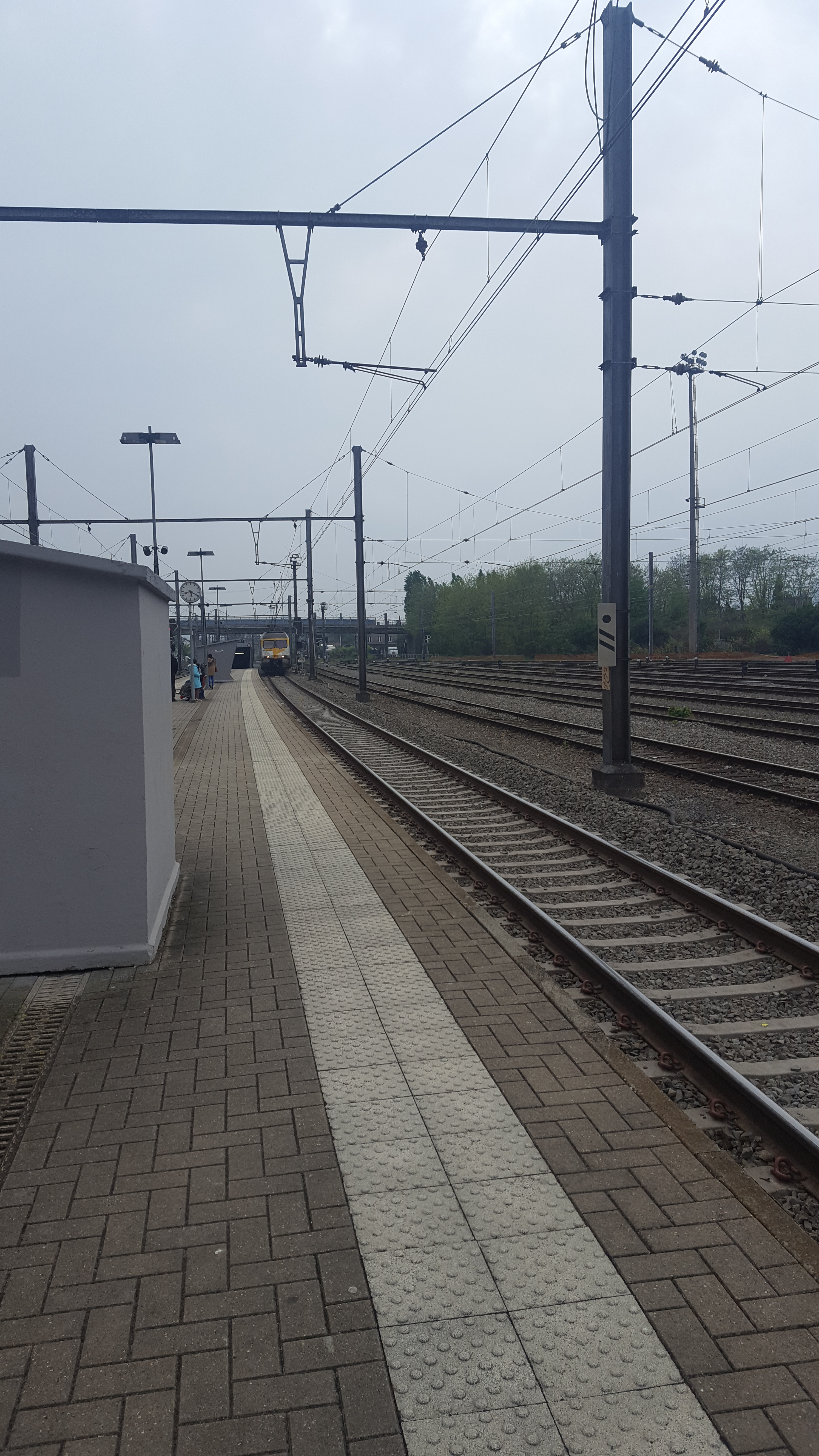
Quai.
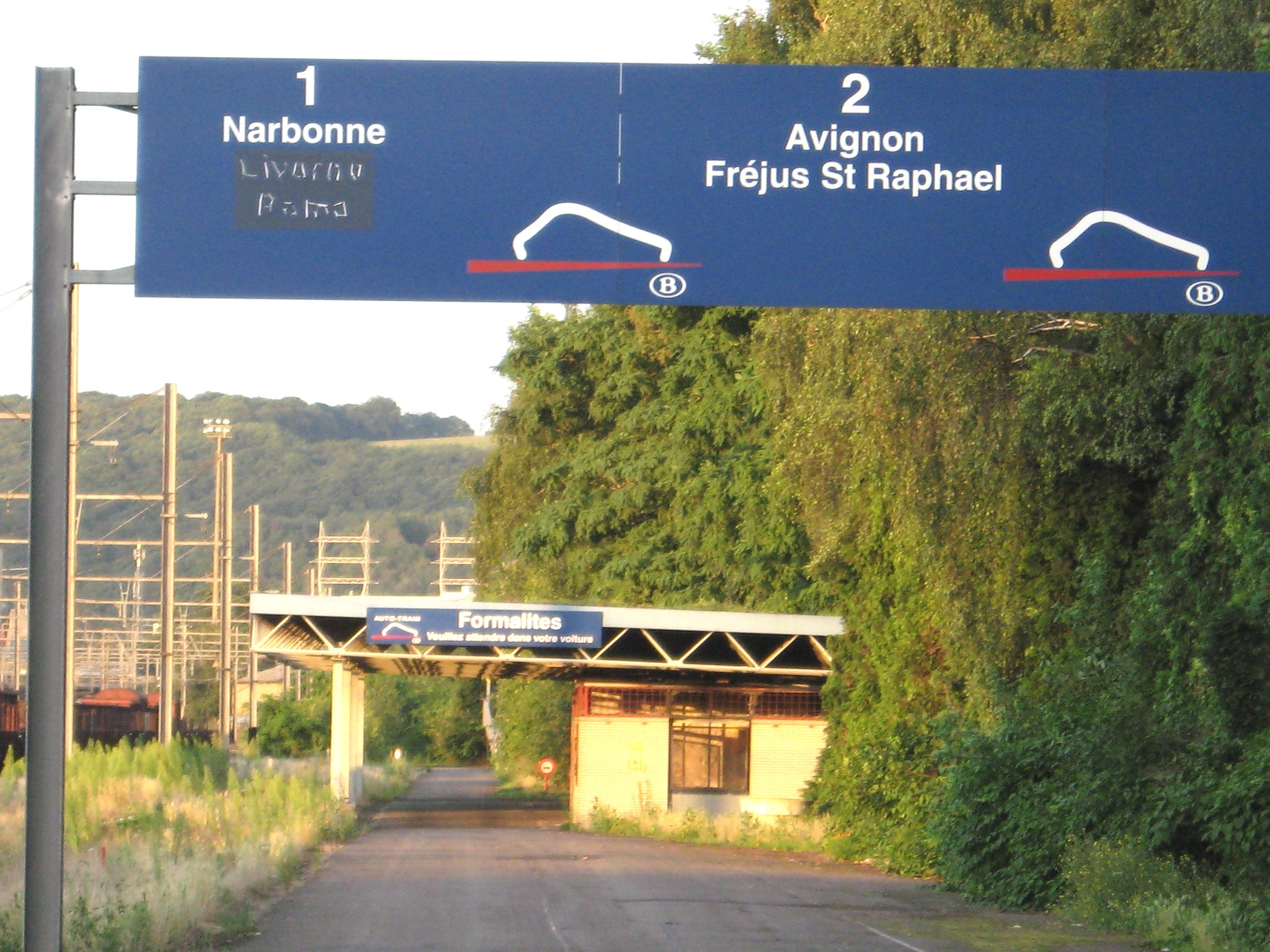
Ancien terminal des trains auto-couchettes.